# ニニギ
瓊瓊杵尊（ににぎのみこと）は、日本神話の神。地神五代の3代目。日向三代の初代。神武天皇の曾祖父。

## 概要

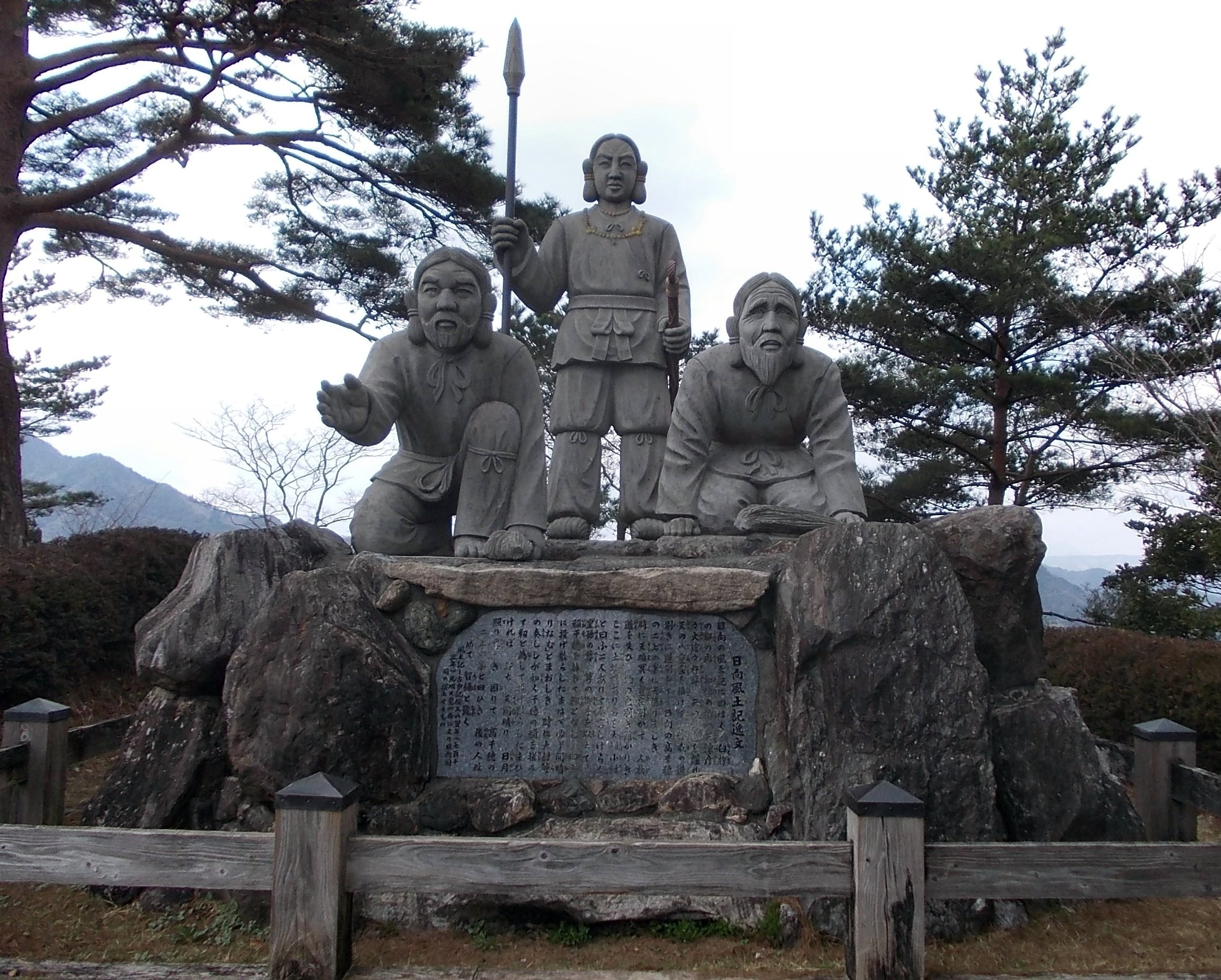
宮崎県高千穂町国見が丘にあるニニギノミコト石像

天照大神の子である天忍穂耳尊と、高皇産霊尊の娘である栲幡千千姫命の子（つまり天照大神の孫）。皇孫（すめみま）、天孫（あめみま）とも称される。高皇産霊尊の意により葦原中国の主として天降（あまくだ）り、日向の襲の高千穂峰へ至った（『古事記』では高木神の命をうけた天照大御神の神勅）。さらに国を探し求めて吾田長屋笠狭岬へと至り、そこで大山祇神の娘の鹿葦津姫（かしつひめ）、またの名は木花開耶姫（このはなのさくやびめ）を娶った。二人の間には火闌降命・彦火火出見尊らが生まれた。久しくして崩御。可愛山陵に葬られた。

## 名
- 天津彦彦火瓊瓊杵尊（あまつひこひこほのににぎのみこと） - 『日本書紀』第九段本文、第一の一書
- 天津彦火瓊瓊杵尊（あまつひこほのににぎのみこと） - 『日本書紀』第九段第二の一書
- 天津彦国光彦火瓊瓊杵尊（あまつひこくにてるひこほのににぎのみこと） - 『日本書紀』第九段第四の一書
- 天津彦根火瓊瓊杵根尊（あまつひこねほのににぎねのみこと） - 『日本書紀』第九段第六の一書
- 火瓊瓊杵尊（ほのににぎのみこと） - 『日本書紀』第九段第六の一書、第七の一書
- 天国饒石彦火瓊瓊杵尊（あめくににぎしひこほのににぎのみこと） - 『日本書紀』第九段第六の一書
- 天之杵火火置瀬尊（あめのぎほほぎせのみこと） - 『日本書紀』第九段第七の一書
- 天杵瀬命（あめのきせのみこと） - 『日本書紀』第九段第七の一書
- 天饒石国饒石天津彦火瓊瓊杵尊（あめにぎしくににぎしあまつひこほのににぎのみこと） - 『日本書紀』第九段第八の一書
- 彦火瓊瓊杵尊（ひこほのににぎのみこと） - 『日本書紀』神武天皇即位前紀
- 天邇岐志国邇岐志天津日高日子番能邇邇芸命（あめにぎしくににぎしあまつひこひこほのににぎのみこと） - 『古事記』
- 天津日高日子番能邇邇芸能命（あまつひこひこほのににぎのみこと） - 『古事記』
- 天津日子番能邇邇芸命（あまつひこほのににぎのみこと） - 『古事記』
- 日子番能邇邇芸命（ひこほのににぎのみこと） - 『古事記』

一般には瓊瓊杵尊や邇邇藝命（ににぎのみこと）と書かれる。「あめにぎしくににぎし」（天にぎし国にぎし）は「天にも地にも親和的である」の意、「あまつひこ」（天津日高）は神をたたえる美称であり、高天原と関わる神であることを示す、「ひこ」（日子）は日神である天照大御神の嫡流の男子であることを示す、「ほのににぎ」は稲穂がにぎにぎしく成熟することの意、「ににぎ」は「にぎにぎしい」の意で「にぎやか」と同語源である。

## 神話での記述
※ 史料は、特記のない限り『日本書紀』本文に拠る。
瓊瓊杵尊は天照大神の子である天忍穂耳尊と高皇産霊尊の娘である栲幡千千姫命との間に天で生まれた。高皇産霊尊はこの孫を特にかわいがり葦原中国の主にしたいと考えた。そこで天穂日命や天稚彦が派遣され経津主神と武甕槌神によって葦原中国は平定された（葦原中国平定を参照）。高皇産霊尊は皇孫（すめみま）たる瓊瓊杵尊を真床追衾（まとこおふすま）で覆い地上に降ろした。これを天孫降臨と呼ぶ。皇孫は天盤座から天八重雲を押し分けて神聖な道を進み日向の襲（そ）の高千穗峯に天降った。さらに良い国を探し求めて吾田の長屋の笠狭岬に至ると事勝国勝長狭（ことかつくにかつながさ）と名乗る者が現れた。「国はあるか」と尋ねてみると「ここにあります、思いのままにしてください」と返されたのでそのまま留まることにした。
国には一人の美人がいた。皇孫が「おまえは誰の子か」と尋ねると「カヤノヒメを大山祇神が娶って生んだ子です」と答えた。名を鹿葦津姫（かしつひめ）、またの名を木花開耶姫という。彼女を気に入った皇孫は一夜を共にした。すると姫は身ごもった。しかし皇孫は「天神でも一夜で孕ませることはできない。それは私の子ではない」と暴言を吐いた。怒った鹿葦津姫は出口のない小屋に籠った上で「私の子が天孫（あめみま）の子であれば傷つかない、そうでなければ焼け死ぬ！」と誓約（うけい）をし小屋に火をつけさせた。三人の子供が無事に生まれてきたので天孫の子であることが証明された。兄の火闌降命は成長して海幸彦に、弟の彦火火出見尊は山幸彦となった。しばらくして瓊瓊杵尊は崩御し、可愛山陵（えのみささぎ）に葬られた。
一書や『古事記』でも大筋は同じだが細部が異なる。『古事記』では高御産巣日神ではなく天照大御神の命令を受けた建御雷神と天鳥船神が大国主神から国譲りを受けて葦原中国の統治権を確保する。その後に天照大御神の命により邇邇藝命は葦原中国を統治するため高天原から地上に降りたという。降臨の地については「竺紫の日向の高千穂の久士布流多気（くしふるだけ）に天降りまさしめき」と記述している。『日本書紀』のように国を探し求めることはなく高千穂に留まって大きな宮殿を立てる。一書や『古事記』では降臨の際に随伴した神々も記載されている。また事勝国勝長狭の代わりに猿田毘古神が現れ地上までの道案内をする。木花之佐久夜毘売との結婚の際にも共に嫁いできた姉の石長比売（いわながひめ）を追い返したために邇邇藝命とその子孫は神としての永遠の命を失ったという逸話がある。火中出産についても生まれてくる子供たちの内訳が『日本書紀』本文と一書、『古事記』間でそれぞれ異なる。

## 系譜
|            |            |            |            |            |            |          |          |                |                |                |                |                |                |          |          |              |              |              |              |              |              |  |  |  |  |  |  |  |  |  |  |  |  |  |  |  |  |  |  |
|            |            |            |            |            |            |          |          |                |                |                |                |                |                |          |          |              |              |              |              |              |              |  |  |  |  |  |  |  |  |  |  |  |  |  |  |  |  |  |  |
|            |            | 素戔鳴尊   | 素戔鳴尊   | 素戔鳴尊   | 素戔鳴尊   | 素戔鳴尊 | 素戔鳴尊 |                |                |                |                |                |                | 天照大神 | 天照大神 | 天照大神     | 天照大神     | 天照大神     | 天照大神     |              |              |  |  |  |  |  |  |  |  |  |  |  |  |  |  |  |  |  |  |
|            |            | 素戔鳴尊   | 素戔鳴尊   | 素戔鳴尊   | 素戔鳴尊   | 素戔鳴尊 | 素戔鳴尊 |                |                |                |                |                |                | 天照大神 | 天照大神 | 天照大神     | 天照大神     | 天照大神     | 天照大神     |              |              |  |  |  |  |  |  |  |  |  |  |  |  |  |  |  |  |  |  |
|            |            |            |            |            |            |          |          |                |                |                |                |                |                |          |          |              |              |              |              |              |              |  |  |  |  |  |  |  |  |  |  |  |  |  |  |  |  |  |  |
|            |            |            |            |            |            |          |          |                |                |                |                |                |                |          |          |              |              |              |              |              |              |  |  |  |  |  |  |  |  |  |  |  |  |  |  |  |  |  |  |
| 天穂日命   | 天穂日命   | 天穂日命   | 天穂日命   | 天穂日命   | 天穂日命   |          |          | 天忍穂耳尊     | 天忍穂耳尊     | 天忍穂耳尊     | 天忍穂耳尊     | 天忍穂耳尊     | 天忍穂耳尊     |          |          | 天津彦根命   | 天津彦根命   | 天津彦根命   | 天津彦根命   | 天津彦根命   | 天津彦根命   |  |  |  |  |  |  |  |  |  |  |  |  |  |  |  |  |  |  |
| 天穂日命   | 天穂日命   | 天穂日命   | 天穂日命   | 天穂日命   | 天穂日命   |          |          | 天忍穂耳尊     | 天忍穂耳尊     | 天忍穂耳尊     | 天忍穂耳尊     | 天忍穂耳尊     | 天忍穂耳尊     |          |          | 天津彦根命   | 天津彦根命   | 天津彦根命   | 天津彦根命   | 天津彦根命   | 天津彦根命   |  |  |  |  |  |  |  |  |  |  |  |  |  |  |  |  |  |  |
| 〔出雲氏〕 | 〔出雲氏〕 | 〔出雲氏〕 | 〔出雲氏〕 | 〔出雲氏〕 | 〔出雲氏〕 |          |          | 瓊瓊杵尊       | 瓊瓊杵尊       | 瓊瓊杵尊       | 瓊瓊杵尊       | 瓊瓊杵尊       | 瓊瓊杵尊       |          |          | 〔凡河内氏〕 | 〔凡河内氏〕 | 〔凡河内氏〕 | 〔凡河内氏〕 | 〔凡河内氏〕 | 〔凡河内氏〕 |  |  |  |  |  |  |  |  |  |  |  |  |  |  |  |  |  |  |
| 〔出雲氏〕 | 〔出雲氏〕 | 〔出雲氏〕 | 〔出雲氏〕 | 〔出雲氏〕 | 〔出雲氏〕 |          |          | 瓊瓊杵尊       | 瓊瓊杵尊       | 瓊瓊杵尊       | 瓊瓊杵尊       | 瓊瓊杵尊       | 瓊瓊杵尊       |          |          | 〔凡河内氏〕 | 〔凡河内氏〕 | 〔凡河内氏〕 | 〔凡河内氏〕 | 〔凡河内氏〕 | 〔凡河内氏〕 |  |  |  |  |  |  |  |  |  |  |  |  |  |  |  |  |  |  |
|            |            |            |            |            |            |          |          |                |                |                |                |                |                |          |          |              |              |              |              |              |              |  |  |  |  |  |  |  |  |  |  |  |  |  |  |  |  |  |  |
| 天火明命   | 天火明命   | 天火明命   | 天火明命   | 天火明命   | 天火明命   |          |          | 火折尊         | 火折尊         | 火折尊         | 火折尊         | 火折尊         | 火折尊         |          |          | 火須勢理命   | 火須勢理命   | 火須勢理命   | 火須勢理命   | 火須勢理命   | 火須勢理命   |  |  |  |  |  |  |  |  |  |  |  |  |  |  |  |  |  |  |
| 天火明命   | 天火明命   | 天火明命   | 天火明命   | 天火明命   | 天火明命   |          |          | 火折尊         | 火折尊         | 火折尊         | 火折尊         | 火折尊         | 火折尊         |          |          | 火須勢理命   | 火須勢理命   | 火須勢理命   | 火須勢理命   | 火須勢理命   | 火須勢理命   |  |  |  |  |  |  |  |  |  |  |  |  |  |  |  |  |  |  |
| 〔尾張氏〕 | 〔尾張氏〕 | 〔尾張氏〕 | 〔尾張氏〕 | 〔尾張氏〕 | 〔尾張氏〕 |          |          | 鸕鶿草葺不合尊 | 鸕鶿草葺不合尊 | 鸕鶿草葺不合尊 | 鸕鶿草葺不合尊 | 鸕鶿草葺不合尊 | 鸕鶿草葺不合尊 |          |          | 〔隼人〕     | 〔隼人〕     | 〔隼人〕     | 〔隼人〕     | 〔隼人〕     | 〔隼人〕     |  |  |  |  |  |  |  |  |  |  |  |  |  |  |  |  |  |  |
| 〔尾張氏〕 | 〔尾張氏〕 | 〔尾張氏〕 | 〔尾張氏〕 | 〔尾張氏〕 | 〔尾張氏〕 |          |          | 鸕鶿草葺不合尊 | 鸕鶿草葺不合尊 | 鸕鶿草葺不合尊 | 鸕鶿草葺不合尊 | 鸕鶿草葺不合尊 | 鸕鶿草葺不合尊 |          |          | 〔隼人〕     | 〔隼人〕     | 〔隼人〕     | 〔隼人〕     | 〔隼人〕     | 〔隼人〕     |  |  |  |  |  |  |  |  |  |  |  |  |  |  |  |  |  |  |
|            |            |            |            |            |            |          |          | 1 神武天皇     |                |                |                |                |                |          |          |              |              |              |              |              |              |  |  |  |  |  |  |  |  |  |  |  |  |  |  |  |  |  |  |

## 妻子
（特記以外は『日本書紀』本文による。「紀」は『日本書紀』を、「記」は『古事記』をさす。）
- 妻：鹿葦津姫（かしつひめ、別名：神吾田津姫、木花開耶姫、記：木花之佐久夜毘売）
大山祇神の娘
  - 火闌降命（ほすそり の みこと、別名：火酢芹命（ほすせり の みこと）、火進命、記：火須勢理命）
海幸彦で隼人の祖（紀）。『日本書紀』本文・第二・第六・第八の一書では第一子、第三・第五の一書では第二子。『古事記』では第二子[1]
  - 彦火火出見尊（ひこほほでみ の みこと、記：天津日高日子穂穂手見命）
山幸彦（紀・記）。『日本書紀』本文・第六・第八の一書では第二子、第二・第三・第七の一書では第三子。第五の一書では第四子。『古事記』では第三子[1]
  - 火明命（ほあかり の みこと）
尾張氏の祖（紀）。『日本書紀』本文では第三子・第二の一書では第二子、第三・第五・第七の一書では第一子。第六と第八の一書では子ではなく兄[1]。
  - 火折尊（ほのおり の みこと、記：火遠理命）
『日本書紀』本文に記載なし、第二・第三・第六の一書・『古事記』では彦火火出見尊の別名。第五の一書では別神で第三子
  - 火夜織尊（ほのより の みこと）
『日本書紀』本文に記載なし、第七の一書にのみ記載、第二子
  - 火照命（ほでり の みこと）
海幸彦で隼人の祖（記）。『古事記』における第一子[1]

## 宮
『日本書紀』に宮の記載はないが、吾田長屋笠狭岬に留まったとあるのでここに宮があったと考えられる。『古事記』では高千穂に大きな宮を作ったと記載されている。

## 陵・霊廟
陵（みささぎ）の名は可愛山陵（えのみささぎ）。宮内庁により鹿児島県薩摩川内市宮内町の神亀山に治定されている。
延喜式諸陵寮の項では日向国にあると書かれ、また田邑陵（文徳天皇陵）の近くに東西1町、南北1町の地を画して神代三陵を祭るための兆域とするとある。古代の日向国は現在の宮崎県（狭義の日向国）と鹿児島県（薩摩国・大隅国）を含む広域に渡っていたので、埋葬伝承地は南九州各地にあった。明治政府は、明治7年に鹿児島県薩摩川内市の新田神社が可愛山陵であると治定した。他の日向三代の神陵も鹿児島県内に治定している。その後、宮内省の調査により明治29年、宮崎県東臼杵郡北川町の可愛岳（えのだけ）山麓の古墳を「可愛山陵伝承地｣、宮崎県西都市西都原古墳群にある男狭穂塚を「可愛山陵参考地」と定めた。

## 信仰・神社
霧島岑神社（宮崎県小林市）、高千穂神社（宮崎県高千穂町）、霧島神宮（鹿児島県霧島市）、新田神社（鹿児島県薩摩川内市）、築土神社（東京都千代田区）、射水神社（富山県高岡市）、子安神社（三重県紀宝町）、常陸国総社宮（茨城県石岡市）、国見神社（奈良県御所市）、高瀧神社（千葉県市原市）、六所神社（千葉県千葉市若葉区）などに祀られている。また、椿大神社（三重県鈴鹿市）の境内に皇孫が天孫降臨の際に使用した御船が降り立ったという伝承地（御船磐座）が存在する。
星宮神社 （栃木県佐野市）など、栃木県に160社以上ある星宮神社の一部でも祀られている。

### 十禅師権現
比叡山の東麓に鎮座する天台宗比叡山延暦寺の鎮守神で、日吉山王七社権現の一つである十禅師権現は、夢想（夢のお告げ）・憑依によって託宣を下す荒々しい神として中世に信仰を集めたが、この神は瓊瓊杵尊瓊の垂迹とされた。